# Udo Smidt
Udo Gerdes Smidt (* 1. Juli 1900 in Groothusen (Ostfriesland); † 18. April 1978 in Detmold) war ein deutscher evangelisch-reformierter Theologe und als Landessuperintendent lange Jahre Leitender Geistlicher der Lippischen Landeskirche.

## Leben
Smidt, der Sohn eines reformierten Pfarrers, studierte Evangelische Theologie in Tübingen und Berlin und wurde 1925 Pfarrer der evangelisch-reformierten 
Gemeinde in Rysum (Ostfriesland), die zur Evangelisch-reformierten Kirche in Nordwestdeutschland gehörte. 1930 wurde er Reichswart des Bundes Deutscher Bibelkreise mit Sitz in Wuppertal-Barmen. Er widersetzte sich der Eingliederung der Schülerbibelkreise in die Hitlerjugend und erklärte stattdessen am 5. Februar 1934 mit dem so genannten „grauen Brief“ ihre Auflösung. Bis 1938 gab er aber noch die Zeitschrift Jungenwacht heraus. 
Smidt kehrte in den Dienst seiner Landeskirche zurück und wurde Gemeindepfarrer in Bremerhaven-Lehe. Dort schloss er sich der Bekennenden Kirche an. 1946 wurde er Superintendent des Synodalverbandes VIII. 1951 übernahm er ein Pfarramt in Wuppertal-Elberfeld und wurde zugleich Studiendirektor am reformierten Predigerseminar. Am 15. April 1958 wählte die Synode der Lippischen Landeskirche ihn zum Landessuperintendenten. In diesem Amt wirkte er bis 1970. In seinem Ruhestand beschäftigte er sich vor allem mit theologischen Veröffentlichungen.
Neben seinem Amt als Landessuperintendent war Smidt von 1961 bis 1970 Mitglied im Rat der Evangelischen Kirche in Deutschland, ferner stellvertretender Vorsitzender der Arbeitsgemeinschaft Christlicher Kirchen in Deutschland und Mitglied des Moderamens des Reformierten Bundes. 
Die Evangelisch-Theologische Fakultät der Universität Münster verlieh ihm 1961 die Ehrendoktorwürde. 
Sein Sohn Dieter Smidt wurde Physiker, Wolf-Udo Smidt wurde ebenfalls evangelischer Pfarrer und amtierte von 1977 bis 1989 als Schriftführer der Bremischen Evangelischen Kirche.
Ein Teil des schriftlichen Nachlasses von Udo Smidt befindet sich im  Archiv der Lippischen Landeskirche.

## Veröffentlichungen (Auswahl)
- Regem habemus. Bilder und Zeugnisse aus einer deutschen christlichen Studentenbewegung. Furche, Berlin 1925.
- Die Apostelgeschichte (= Bibelhilfe für die Gemeinde : Neutestamentliche Reihe ; Bd. 5). Schloeßmann, Leipzig/ Hamburg 1941; Oncken, Kassel 21951; 31959.
- (als Hrsg. mit Walter Herrenbrück senior:) Warum wirst Du ein Christ genannt? Vorträge und Aufsätze zum Heidelberger Katechismus im Jubiläumsjahr 1963. Neukirchener Verlag, Neukirchen-Vluyn 1965.
- (als Hrsg.:) Johannes Calvin und die Kirche. Ein Lesebuch mit Texten und Themen. Evangelisches Verlagswerk, Stuttgart 1972. ISBN 978-3-7715-0143-3.
- (als Hrsg.:) Dokumente evangelischer Jugendbünde. Wandlungen zwischen 2 Weltkriegen. Evangelisches Verlagswerk, Stuttgart 1975. ISBN 978-3-7715-0167-9.
- Mit den Seligpreisungen beten. Neukirchener Verlag, Neukirchen-Vluyn 1974. ISBN 978-3-7887-0433-9.
- (als Hrsg.:) Adolf Schlatter: Die Freude des Glaubens. Stimmen und Studien. Gütersloher Verlagshaus, Gütersloh 1978. ISBN 978-3-579-03653-3.